# Georg Dänzer

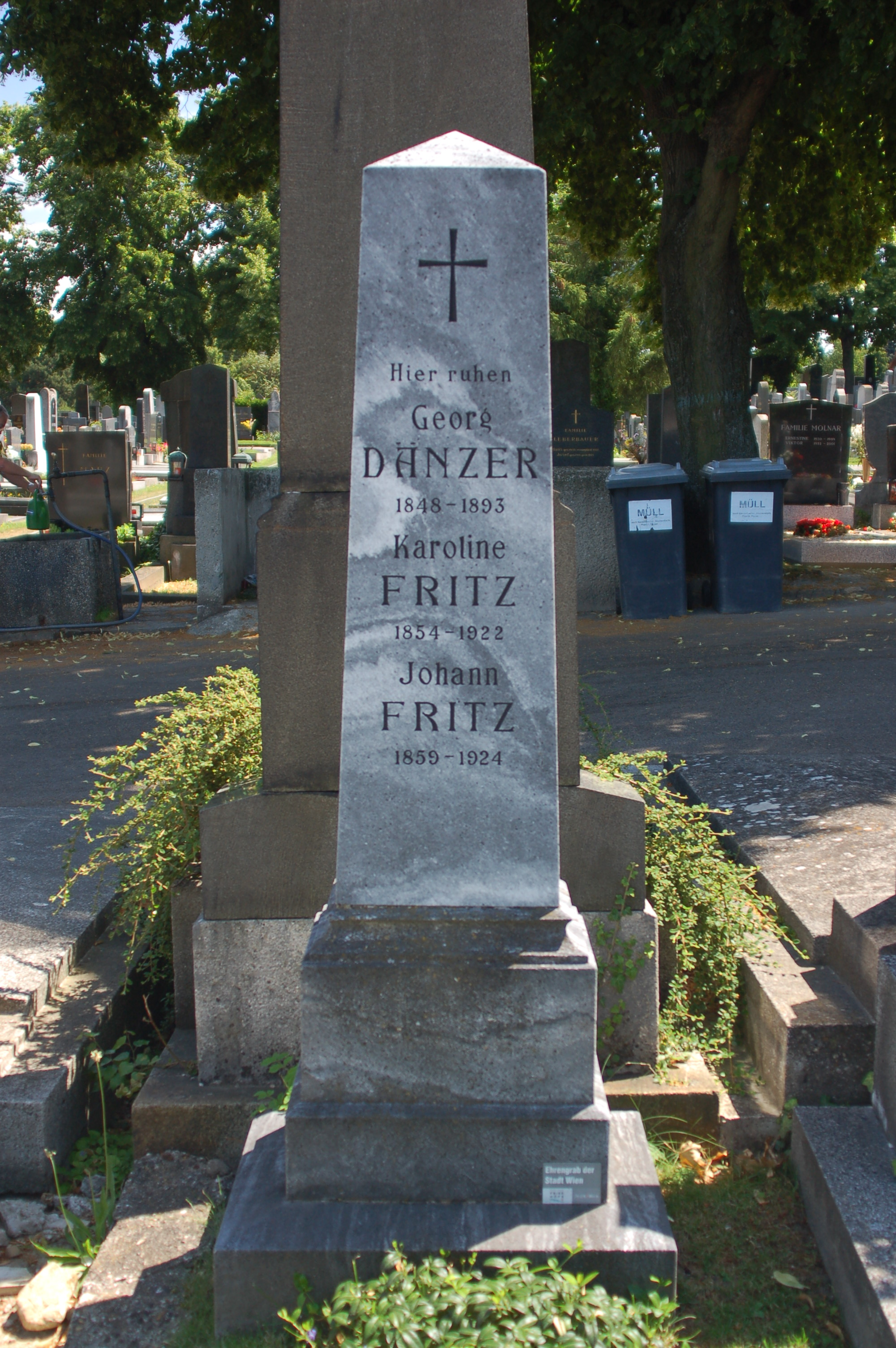
Grabstätte von Georg Dänzer

Georg Dänzer (* 21. März 1848 in Wien; † 28. September 1893, auf hoher See, bei der Rückreise aus Amerika) war ein österreichischer Musiker und Mitglied des legendären Schrammel-Quartetts.
Georg Dänzer war ein unehelicher Sohn der Elisabeth Dänzer und eines Leibagenten von Polizeirat Felsental.
Dänzer gesellte sich am 25. Oktober 1884 zu den besten Gitarristen und Geigern der Wiener Volksmusik und war zu dieser Zeit der beste Klarinettist und Meister des „picksüßen Hölzls“ (G-Klarinette), wie sie von den Wienern liebevoll genannt wurde. Er war aber auch ein virtuoser „Posthorn“ Bläser. Seine Klarinettenlehrer waren die Volksmusiker Bertl und Stelzmüller. Erwähnt wird Dänzer erstmals im Februar 1873, als er mit Anton Strohmayer beim Masken- und Kostümball in den Thaliasälen, wo auch die Regimentskapelle Graf Gondrecourts unter der persönlichen Leitung von Carl Michael Ziehrer spielte, unter dem Namen „Erstes Wiener National-Quartett“ auftrat. Auch traten sie in der Bierhalle Zobels einige Tage später auf. Dänzer wechselte oft die Kapellen, einmal waren es Terzetts, dann Quartetts oder Quintetts. Ihn hielt es nirgends lange. Er wurde am 25. Oktober 1884 Mitglied der „Neuen Musikanten-Firma Gebr. Schrammel, Dänzer und Strohmayer“. Sieben Jahre spielten diese vier Musikanten mit dem größten Erfolg, den niemand mehr in dieser Art erringen konnte.
Seine letzte Ruhestätte fand er in einem ehrenhalber gewidmeten Grab auf dem Ottakringer Friedhof (Gruppe 3, Reihe 4, Nummer 5).